# Holzen (Aßling)

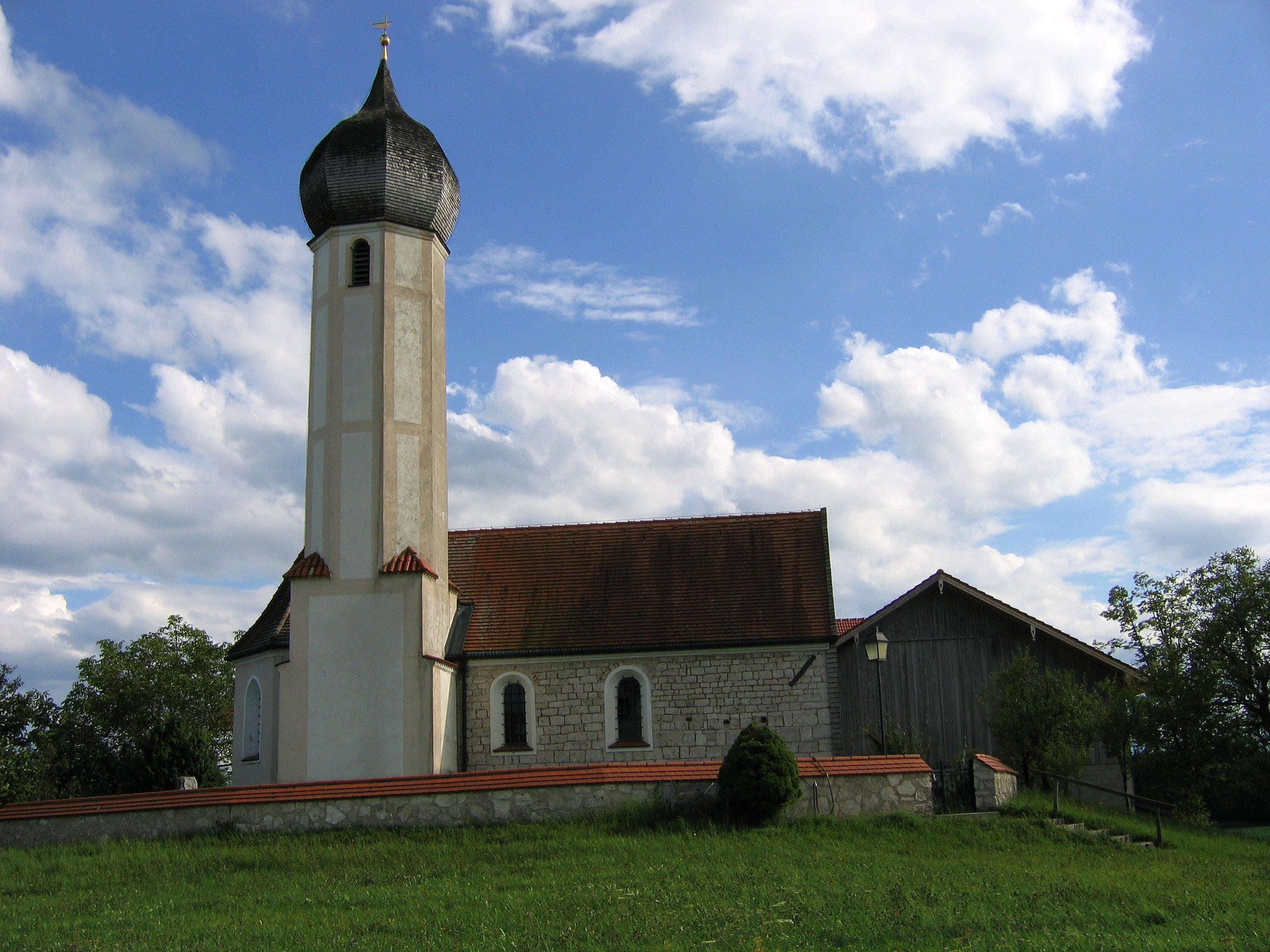
Katholische Filialkirche St. Laurentius (2006)

Holzen ist ein Gemeindeteil der oberbayerischen Gemeinde Aßling im Landkreis Ebersberg.
Der Weiler liegt gut zwei Kilometer südöstlich des Kernortes Aßling. Westlich verläuft die Staatsstraße 2080 und nördlich die Staatsstraße 2079. Unweit westlich und südlich des Ortes fließt die Attel.

## Sehenswürdigkeiten
In der Liste der Baudenkmäler in Aßling ist für Holzen ein Baudenkmal aufgeführt:
- Die katholische Filialkirche St. Laurentius ist ein schlichter unverputzter Saalbau mit eingezogenem Polygonalchor und nördlichem Flankenturm. Der spätgotische Chor und das Turmuntergeschoss stammen aus dem 15. Jahrhundert, Langhaus und Turmhaube dagegen vom Anfang des 18. Jahrhunderts.

Die zugehörige Friedhofsmauer aus unverputztem Bruchstein wurde wohl im 18. Jahrhundert errichtet.